# 十塚町
十塚町（とづかちょう）は、愛知県豊田市の町名。現行行政地名は十塚町1丁目から5丁目。

## 地理
豊田市西部、挙母地区では東部に位置し、東は八幡町、西は神田町、南は松ケ枝町・広路町、北は挙母町に接する。

## 世帯数と人口
2019年（令和元年）7月1日現在の世帯数と人口は以下の通りである。
| 町丁   | 世帯数  | 人口  |
| ------ | ------- | ----- |
| 十塚町 | 385世帯 | 693人 |

## 学区
| 番・番地等 | 小学校             | 中学校               | 高等学校普通科 |
| ---------- | ------------------ | -------------------- | -------------- |
| 全域       | 豊田市立元城小学校 | 豊田市立崇化館中学校 | 三河学区       |

## 歴史

### 沿革
- 1959年（昭和34年）1月1日 - 挙母市の豊田市改称と同時に、挙母の一部より十塚町が成立[7]。

## 施設

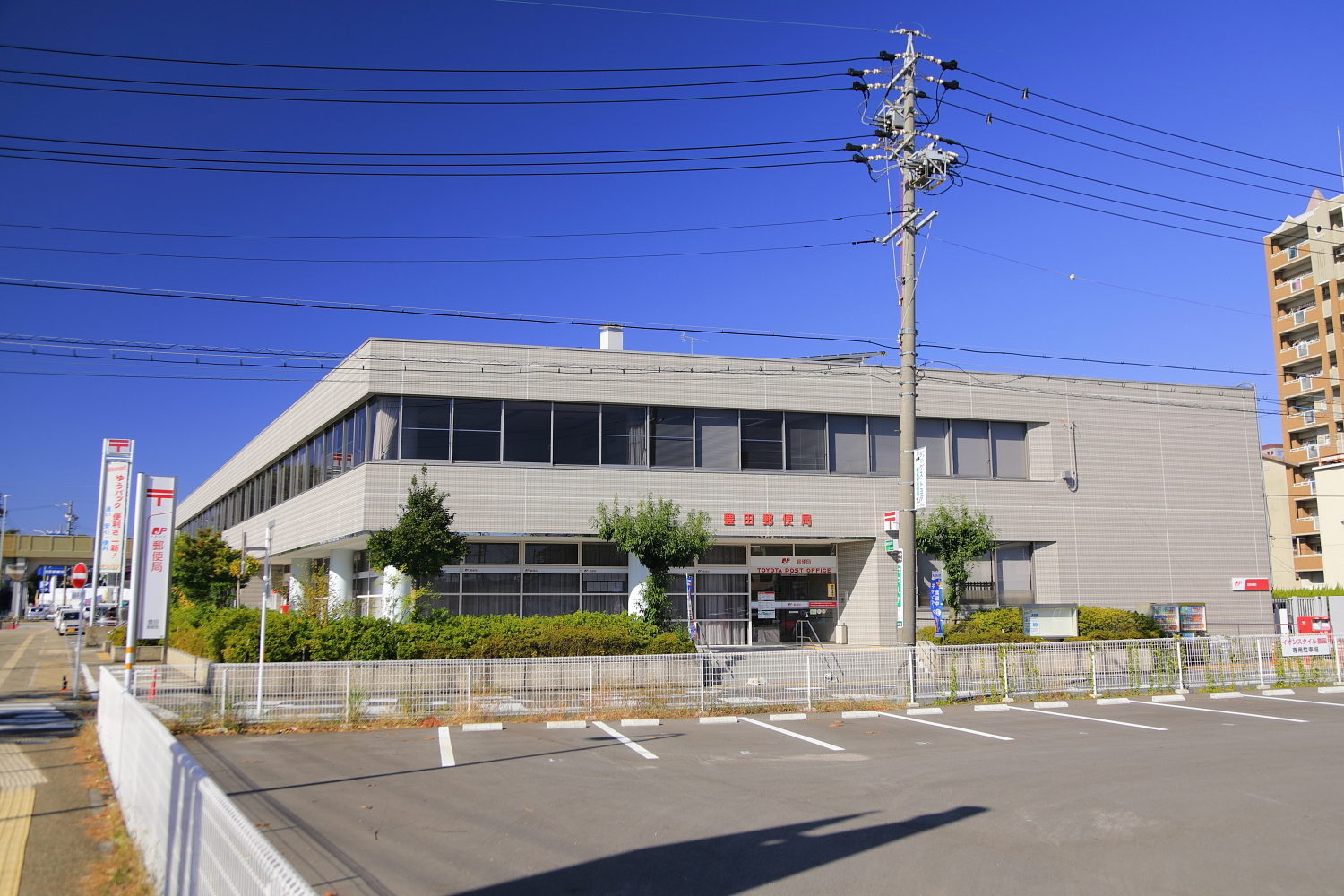
豊田郵便局

- 豊田郵便局
- 豊田簡易裁判所
- あいち銀行豊田中央支店
- 安藤証券豊田支店
- 中部電力豊田営業所

## 道路
- 国道248号（豊田南北線）

## その他

### 日本郵便
- 郵便番号 : 471-0869[3]（集配局：豊田郵便局[8]）。